# Gérard Toulouse
Pour les articles homonymes, voir Toulouse (homonymie).
Gérard Toulouse, né le 4 septembre 1939 à Vattetot-sur-Mer (Seine-Inférieure) et mort le 7 août 2023 à Paris,, est un physicien théoricien français.

## Diplômes et carrière
Gérard Toulouse est normalien, agrégé de physique, docteur en physique, directeur de recherches au CNRS, membre de plusieurs académies françaises et étrangères et membre fondateur de l'Académie des technologies (en 2000).

## Œuvre scientifique
Gérard Toulouse est l'auteur de travaux divers dans le domaine de la physique théorique : physique de la matière condensée (magnétisme, surfaces), impureté magnétique dans un métal (effet Kondo) : découverte de la limite de Toulouse, résultats exacts dans l'étude des phénomènes critiques des transitions de phase, classification topologique des défauts dans les milieux ordonnés, systèmes frustrés et désordonnés, verres de spin, réseaux de neurones et théories du cerveau. Études de la cognition. Éthique des sciences et des technologies.

## Engagements personnels
En rapport avec ses engagements anciens (défense des droits humains et du droit international, remplacement de la guerre par le droit, construction européenne) et sa participation active à l'émergence du mouvement éthique dans les sciences et les techniques, il est notamment membre fondateur de l'association Euroscience (depuis 1997) et membre de l'association française du mouvement Pugwash (vice-président 1998-2010). Il est ancien membre du Comité permanent sur Sciences & éthique d'ALLEA (Alliance européenne des académies) de 1999 à 2010 (président entre 2001 et 2006).
Il est cofondateur et secrétaire-général de la Fondation La Ferthé, abritée par la Fondation de France (1996); la famille Toulouse était fondatrice de l'entreprise de distribution Docks de France. 
La fondation La Ferthé est membre du Centre français des fondations (depuis sa création en 2003) et active dans plusieurs réseaux de fondations (notamment réseau de fondations familiales). Depuis l'automne 2013, le poste de secrétaire-général a été transmis à sa nièce Tessa Berthon.
La fondation La Ferthé agit dans les domaines culturel, scientifique, économique et social par des soutiens incitatifs aux études et à la création. Entre autres actions, la fondation décerne un prix Savoir et courage dont les premiers lauréats furent Florence Hartmann et Philippe Videlier (1998), et les plus récents Sarah Oppenheim (2012), Nicole Otto (2013) et Lila Lamrani (2015).
Il est créateur en 1993 d'un prix, en mémoire de son filleul scientifique, le physicien libanais Rammal Rammal (1951-1991), destiné à honorer des scientifiques éminents du pourtour méditerranéen. Depuis 2000, la Rammal Award est gérée par l'association Euroscience (dont le siège est à Strasbourg) et son jury est européen.
Il séjournera a l université hébraïque de Jerusalem entre 1987 et 1988. C est aussi a cette époque qu il scellera un lien particulier avec le Proche-Orient et s engage pour les droits du peuple palestinien -- il sera élu membre honoraire de l'Academie de Palestine pour la science et la technologie en 2005.
Il est également membre de la Commission nationale française pour l'Unesco de 1997 à 2009 et président de son Comité des sciences exactes et naturelles (1999-2009).
Il est chroniqueur épisodique (de 2003 à 2011) dans les dossiers hebdomadaires sur Sciences & Éthique du quotidien La Croix.

## Ouvrages grand public
- Regards sur l'éthique des sciences, Hachette-Littératures, 1998.
- Les scientifiques et les droits de l'Homme, avec Lydie Koch-Miramond, Éditions de la Maison des sciences de l'homme, 2003.
- Quelle éthique pour les sciences ?, avec Guillemette de Véricourt, Éditions Milan, coll. Les Essentiels Milan, 2005.
- Sciences et éthique : chroniques (2003-2011), éditions Rue d'Ulm, 2016[recueil de chroniques du journal La Croix]